# ETN (텔레비전 채널)
ETN(이티엔)은 예당컴퍼니의 자회사인 예당미디어가 운영하는 대한민국의 연예 텔레비전 채널이다. 2000년에 개국되었고, 주로 연예 프로그램이나 자체 음악 프로그램 등을 편성한다.

## 역사
NTV의 연예 파트였으나 2000년 11월 분사한 스포츠투데이TV(구 네트워크TV뉴스(NTN))를 위미디어넷이 2002년 4월 인수하여 설립했다.
한편,  해당 채널의 간판 프로그램 <연예스테이션>은 HBS 현대방송에서 <HBS  연예특급>이란 이름으로 방영됐는데 현대방송이 1999년 8월 1일부터 청산절차에 들어가는 과정에서 방영이 중단됐다. 그 뒤, 2000년 1월 1일부터 HBS 연예특급 등 HBS 채널의 자체제작이 재개됐고, <HBS 연예특급>은 HBS 채널이 2000년 3월 NTV로 채널명이 바뀌는 과정에서 <연예스테이션>으로 프로그램명이 변경됐고 NTV의 연예 파트가 2000년 11월 네트워크TV뉴스(NTN)로 분사되자  이 채널로 옮겨 계속 방영했는데 2001년 3월 스포츠투데이TV로 채널명이 바뀌었으며 이 채널이  2002년 4월 위미디어넷에 인수되어 해당 채널명(ETN)으로 변경됐음에도 프로그램이 계속 방송됐다.